# Rudolf Christoph Eucken
Rudolf Christoph Eucken (Aurich, Alemanya, 5 de gener del 1846 - Jena, 15 de setembre del 1926) fou un filòsof, escriptor i professor universitari alemany guardonat amb el Premi Nobel de Literatura l'any 1908.

## Biografia
Va néixer el 5 de gener del 1846 a la ciutat d'Aurich, població situada a l'actual estat de la Baixa Saxònia. Va estudiar filosofia a les universitats de Göttingen i Berlín. Després de treballar cinc anys com a mestre en una escola, l'any 1871 va ser nomenat professor de filosofia de la Universitat de Basilea a Suïssa, on va romandre fins al 1874, any en què va ser nomenat professor de la Universitat de Jena, lloc en el qual romandria fins a la seva jubilació, el 1920. L'any 1911, va realitzar diverses xerrades sobre filosofia a Anglaterra i entre 1912 i el 1913 a la Universitat Harvard.
Va morir el 15 de setembre a la ciutat de Jena, situada a l'estat de Turíngia.

## Obra filosòfica
En la seva doctrina es va mostrar idealista; per a ell, l'ànima del seu sistema és la vida espiritual, la manifestació absoluta de la qual és Déu. L'individu arriba a la vida espiritual pel venciment de les forces oponents del mal i reviu el passat en el present, prenent lliurement d'aquell tot el que pot ser-li útil en la lluita. Eucken va anomenar «activisme ètic» aquesta vida espiritual activa, no contemplativa.
Juntament amb William James, Henri Bergson i altres pensadors del seu temps, va declarar la guerra a l'«intel·lectualisme». La seva filosofia va ser una interpretació de la vida com un tot, en què la religió ocupa un paper predominant, encara que mai va menysprear el treball intel·lectual i lògic.
L'any 1908, li fou concedit el Premi Nobel de Literatura en reconeixement de la seva recerca seriosa per a la veritat, la seva energia penetrant del pensament, la seva àmplia gamma de visió, i la calor i la força dels seus treballs amb els quals ha justificat i desenvolupat una filosofia idealista de la vida.

## Obra seleccionada
- 1872: Die Methode der Aristotelischen Forschung (El mètode de la investigació aristotèlica)
- 1890: Die Lebensanschauungen der grosser Denker (El problema de la vida humana vista pels grans pensadors)
- 1896: Der Kampf um einen geistigen Lebensinhalt (Lluita pel contingut espiritual de la vida)
- 1901: Der Wahrheitsgehalt der Religion (La veritat de la religió)
- 1907: Grundlinien einer neuen Lebensanschauung (Línies fonamentals d'una nova concepció de la vida)
- 1908: Der Sinn und Wert des Lebens (Sentit i valor de la vida)
- 1909: Geistesleben (La vida de l'esperit)
- 1911: Können wir noch Christen sein? (Podem ser encara cristians?)
- 1913: Present Day Ethics in their Relation to the Spiritual Life (L'ètica actual en relació amb la vida espiritual)
- 1920: Der Sozialismus und seine Lebensgestaltung (Socialisme: una anàlisi)